# 諾曼·伍德蘭
諾曼·約瑟夫·伍德蘭（英語：Norman Joseph Woodland，經常被稱為，或，1921年9月6日—2012年12月9日），生於美國新澤西州大西洋城，條碼的共同發明者，他於1952年10月以此申請專利，為美國專利2,612,994號。

## 生平
1947年，在卓克索大學取得碩士學位。在學期間，為了在商品上加註資料，構思出條碼設計。1948年與合作夥伴柏蘭德·席瓦（Bernard Silver）聯合開發這項技術，1949年提出專利申請，1952年通過。伍德蘭當時是採用牛眼型條碼。期間，諾曼·伍德蘭至IBM上班，他曾建議IBM收購此項專利，但在價錢上無法達成協議，於是他將專利出售給Philco。之後Philco又將專利轉售RCA。他曾經以白熾燈泡與示波器製作原型機，但是因當時光學掃瞄技術不成熟，這項技術沒有被發展。
1970年代，許多家公司投入通用產品代碼技術的研發，RCA公司以伍德蘭的專利，以牛眼型條碼設計。伍德蘭當時在北卡羅來那州IBM儲存技術部門上班，領導其下的工程師，進行這項技術的開發。伍德蘭採用工程師乔治·劳雷尔（George Laurer）提出的方型條碼。牛眼型條碼的好處是可以在任何一個角度掃瞄，但是它在印刷上較為困難，墨水難以固定形狀；方型條碼印刷上則沒有這個問題，墨水可以沿著直線流下。
1973年，IBM推出掃描系統3660，諾曼·伍德蘭也參與銷售與推廣工作。因為可口可樂包裝是紅色，掃瞄雷射光也是紅色，造成掃瞄上的問題，他與可口可樂及瓶罐製造廠Reynolds Metals合作，解決這個問題，使可口可樂採用了IBM的系統。

## 年表
- 1921年9月6日，出生。
- 1952年10月，與當時合作夥伴柏蘭德·西爾法（Bernard Silver）申請條碼專利。
- 1970年代與團隊研發出判讀條碼的雷射掃瞄器，改變了民眾購物的方式。
- 1987年，從IBM退休。
- 2012年12月9日，因阿茲海默症引起的併發症，病逝於新澤西州。